# Platorchestia crassicornis
Platorchestia crassicornis is een vlokreeftensoort uit de familie van de Talitridae. De wetenschappelijke naam van de soort is voor het eerst geldig gepubliceerd in 1867 door Costa.